# Chris Rusin
Christopher Patrick Rusin (Detroit, 22 ottobre 1986) è un giocatore di baseball statunitense, lanciatore di rilievo per gli Colorado Rockies della Major League Baseball.

## Carriera

### Inizi e Minor League
Dopo aver frequentato la Divine Child High School e essersi iscritto all'University of Kentucky, Rusin venne selezionato la prima volta in un draft MLB, durante il 23º turno del draft 2008, dagli Oakland Athletics, ma rifiutò per proseguire gli studi. Entrò nel baseball professionistico quando venne selezionato nel 4º turno del draft 2009 dai Chicago Cubs. Venne schierato nello stesso anno nella classe Rookie e nella classe A-breve. Iniziò la stagione 2010 nella classe A-avanzata e in agosto venne promosso nella Doppia-A. Nel 2011 giocò nella Doppia-A e nella Tripla-A.

### Major League
Rusin debuttò nella MLB il 21 agosto 2012, al Miller Park di Milwaukee contro i Milwaukee Brewers. Schierato come lanciatore partente, lanciò per cinque inning registrando quattro strikeout e concedendo una valida, due basi su ball (più altre due basi per aver colpito i battitori) e un punto. Nella stessa partita come battitore, Rusin colpì la sua prima valida, un triplo, nel sesto inning. Il 14 settembre contro i Pirates, ottenne la sua prima vittoria. Concluse la stagione con 7 partite disputate nella MLB (tutte da partente) e 26 nella minor league, di cui 25 nella Tripla-A e una nella Doppia-A.
Il 27 settembre 2014, i Colorado Rockies prelevarono Rusin dalla lista dei trasferimenti dei Cubs. Scese in campo con i Rockies per la prima volta nel corso della stagione 2015. Il 30 luglio 2015 contro i Cardinals, Rusin colpì il suo primo fuoricampo, un home run da due punti, nella parte alta del quarto inning.
Nel 2017, partecipò per la prima volta al post-stagione, venendo schierato come lanciatore di rilievo durante il NL Wild Card Game, contro i Diamondbacks. Lanciò per 2.1 inning, realizzando tre strikeout e concedendo due valide e due basi su ball.
Il 3 ottobre 2019, i Rockies svincolarono Rusin dalla franchigia.
Il 18 gennaio 2020, Rusin firmò un contratto di minor league con gli Atlanta Braves. Venne designato per la riassegnazione il 4 agosto e svincolato dalla franchigia il 5 settembre.
Il 12 aprile 2021, Rusin firmò nuovamente con i Rockies, con un contratto di minor league.